# Første Vatikankoncil
Det første Vatikankoncil er det tyvende økumeniske koncil efter romersk-katolsk opfattelse.
Koncilet pågik fra 8. december 1869 til 20. oktober 1870. Siden Tridentinerkoncilet havde Romerkirken ikke indbudt til noget økumenisk koncil, men den ultramontane retning i Romerkirken ønskede at styrke pavens magt, og Pius IX var selv ivrig efter at få et koncil sammenkaldt. I 1868 udgik indbydelse til et nyt koncilium, og den blev sendt også til de protestantiske kirker og den
græsk-ortodokse kirke. Disse svarede dog alle nej. Blandt de romersk-katolske var tilslutningen til at begynde med heller ikke stor. De politiske forhold, navnlig for paven selv, var urolige, og koncilets formål var tilmed i indbydelsen angivet i meget ubestemte udtryk.
Lidt efter lidt sivede det dog ud, at koncilet fortrinsvis skulle beskæftige sig med definitionen af den pavelige ufejlbarhed, og navnlig efter at flere Münchenerteologer, deriblandt Döllinger, i "Augsburger Allgemeine Zeitung" havde begyndt at sætte ufejlbarheden under debat, vågnede interessen, og det første Vatikankoncil åbnedes under stor opmærksomhed fra alle sider. Det talte hele tiden mellem 7 og 800 deltagere, og alle verdensdele var repræsenterede. Over halvdelen af de europæiske medlemmer var italienere, og Tyskland havde kun 19 repræsentanter. Man samledes i Peterskirkens højre korsarm, hvor lydforholdene imidlertid var meget ugunstige, og forhandlingssproget var latin. 
Forhandlingerne skulle være strengt hemmelige, men dette kunne dog ikke overholdes. Det viste sig snart, at der langtfra var almindelig enighed om at tilkende paven ufejlbarhed, og modstanden var til tider ret kraftig. Flere statsregeringer blev også betænkelige, og modstanden uden for koncilet var i det hele stærk. Men det ultramontane og jesuitiske parti ønskede for enhver pris at gøre paven til kirkens ufejlbare lærer, og ved ændringer i forretningsgangen, ved private forhandlinger med modstanderne og ved energisk optræden i kritiske øjeblikke lykkedes det efterhånden at skaffe en vis enighed til veje i koncilet. 
Modstanderne ønskede gennemgående også kun at hindre vedtagelsen af dogmet om ufejlbarheden, fordi de fandt det ubelejligt. Kun få bestred dogmet i og for sig. Alligevel var der ved den foreløbige afstemning 13. juli 1870 i alt 88 imod dogmet, medens 451 stemte for det, og 62 stemte ja med forbehold. Den endelige afstemning fandt sted 18. juli. Oppositionen udeblev da fra mødet, og kun to biskopper havde mod til at stemme nej, medens i alt 533 stemte ja. Dermed havde Romerkirken i virkeligheden draget konsekvenserne af tidligere tiders tankegange, navnlig af Tridentinerkoncilets bestemmelser. 
Dogmet om den pavelige ufejlbarhed (infallibilitet) blev med klog begrænsning formuleret således, at hans udtalelser og afgørelser i og for sig og uden at kræve kirkens tilslutning er ufejlbare, når han taler ex cathedra og om tro og lære. Overalt i den kristne verden vakte det nye dogme imidlertid stor opmærksomhed, og protesten imod det var ikke ringe. Inden for den romersk-katolske kirke selv opponerede navnlig gammelkatolikkerne, som samlede sig om oppositionspartiet fra koncilet, men i årenes løb tabte modstanden mod dogmet sig mere og mere inden for den romersk-katolske kirke, og flere og flere af oppositionens førere bøjede sig. 
Det viste sig, at det første Vatikankoncil mægtigt bidrog til at styrke og samle de romersk-katolske kristne, men på den anden side også, at det bidrog til at gøre kløften mellem romerkirken og de andre kirkeafdelinger større. Dette ændredes dog gennem det andet Vatikankoncil.